# Oppodoctis armatus
Oppodoctis armatus is een hooiwagen uit de familie Podoctidae.